# خانان
خانان یا مجید خان سلطانی اردلان (۱۲۱۰ – ۱۲۸۰ شمسی) از سلسله حاکمان و امرای خاندان اردلان در ولایت کردستان و والی و فرماندار سقز در زمان ناصرالدین شاه قاجار بود. او از جمله پر نفوذترین و قدرتمندترین حکام اردلان در منطقه کردستان بود.

## زندگی

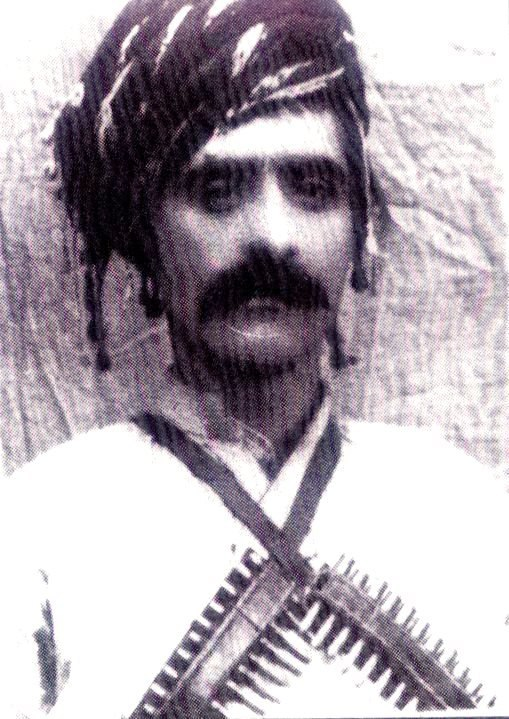
سیف‌الدین خان پسر مجید خان

مجید خان فرزند محمد علی خان از امرای اردلان و سلطانی اردلان در دوران ناصرالدین شاه قاجار و فرزند محمد سلطان اردلان، حاکم و فرماندار سقز بود که در سال ۱۲۱۰ در این شهر به دنیا آمد. او از امرای قدرتمند خاندان اردلان بود که منطقه سقز به عنوان مرکز حاکمیت او بود، تحت فرمان او در شرایطی امن اداره می‌گردید. پسر او سیف الدین خان از جمله حاکمان خوشنام منطقه است که به دست نیروهای عثمانی در زمان جنگ جهانی اول در مراغه اعدام گردید. مجید خان همچنین دو دختر با نام‌های مریم خانم و ستاره خانم داشت. سیف‌الله خان اردلان آخرین حاکم از خاندان سلطانی اردلان نوه مجید خان بود. همچنین علی گلاویژ از رهبران حزب توده که در ۷ اردیبهشت ۱۳۶۲ دستگیر شد و در سال ۱۳۶۷ در زندان اوین در زمره کشتار شهریور ۱۳۶۷ اعدام شد، نوه ستاره خانم دختر مجید خان بود.

### خاندان اردلان

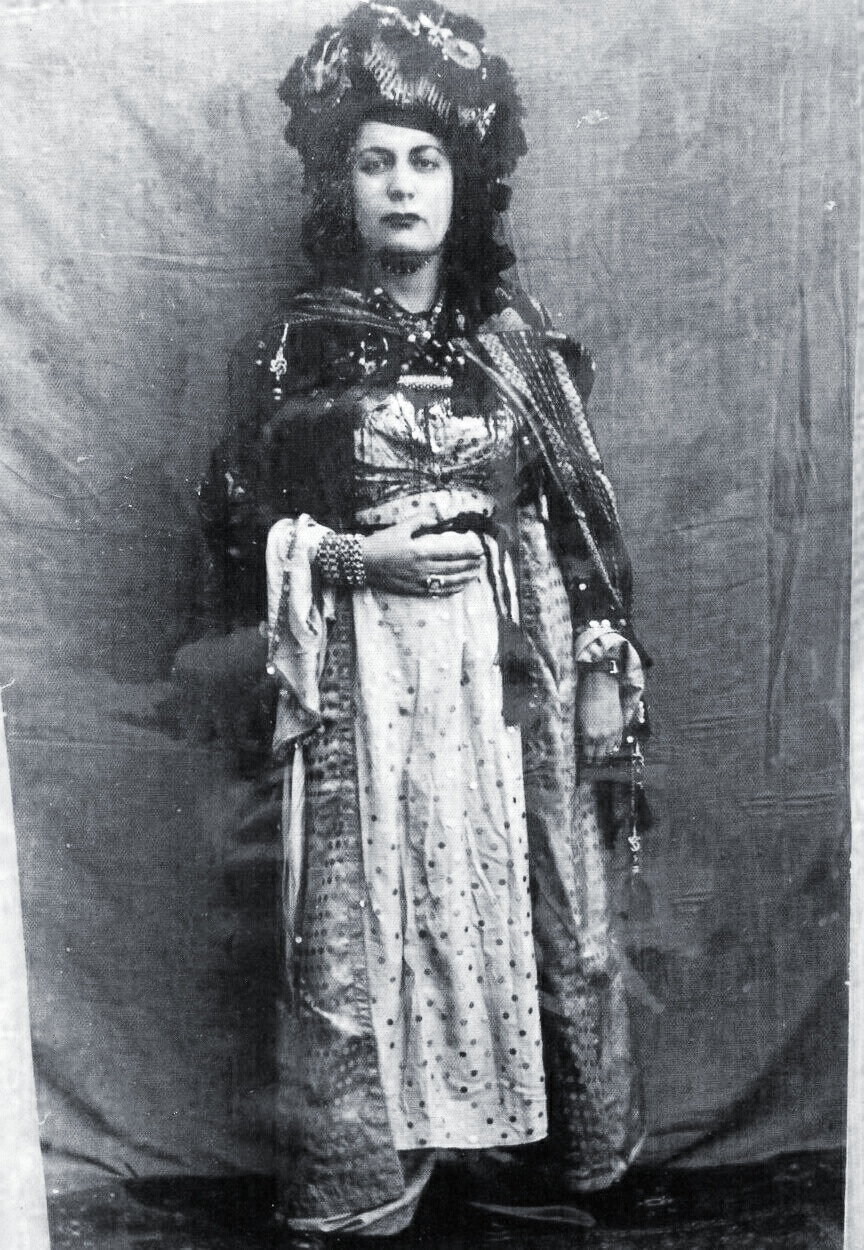
مریم خانم دختر مجید خان

خاندان اردلان در مناطق وسیعی از سرزمین‌های کردنشین خاورمیانه را دارای سلطه و قدرت بوده و این مناطق توسط آنها اداره می‌شد. در مورد تبار و شجره این خاندان و شروع دوره فرمانروایی آنها، روایات مختلفی وجود دارد.
آغاز فرمانروایی آنها را اواسط قرن ششم هجری می‌دانند که بابا اردلان، جد بزرگ آنها با احداث قلاع مستحکمی در ناحیه شهرزور حکومت کرد. بعد از بابا اردلان، اولاد وی قدرت بیشتری پیدا کردند و به تدریج به مناطق تحت سیطره خود افزودند. در قرن نهم هجری، دولت عثمانی قسمت‌هایی از قلمرو اردلان‌ها را تصرف کرد. این امر سبب کشمکش‌ها و برخوردهایی بین آنها گردید. سابقه دشمنی اردلان‌ها با عثمانی سبب شد تا با ظهور صفویه، این والیان جانب آنها را بگیرند و مراتب اطاعت و وفاداری خود را به دولت ایران اعلام نماید. اما دیری نپایید که با سیاست سرکوب شاه اسماعیل صفوی همزمان با شروع اختلافات بین ایران و عثمانی و دستگیری امرای قبایل کرد، امرای اردلان به عثمانی‌ها گرایش پیدا نموده و این زمینه‌ساز شکست ایران در جنگ چالدران شد.

### امرای اردلان سقز
سلطانی اردلان، خاندان حکمران سقز در دوران صفوی و قاجار، یکی از شاخه‌های خاندان اردلان است. البته خانواده حکام سقز به شاخه‌های مختلفی تقسیم می‌شوند که هر کدام دارای پیشوندهایی در اسم فامیل اردلان هستندکه شامل خانواده‌های سلطانی اردلان، علایی اردلان، سلیمی اردلان، امیری اردلان و اردلان سقزی می‌باشند، ولی نسب همه آنها مشترک می‌باشد.
از این خاندان نخست محمدسلطان اردلان به حکومت سقز رسید که نام این خانواده برگرفته از نام اوست. پس از وی پسرش محمدعلی خان بزرگ حاکم سقز شد و سپس مجیدخان، پسر محمدعلی خان. در جنگ جهانی اول سیف الدین خان اردلان (مظفرالسلطنه اول) پسر مجیدخان حاکم سقز بود که به دست کشته شدند. پسر او سیف‌الله خان اردلان (مظفرالسلطنه دوم) از سال ۱۳۳۵ قمری به بعد حکومت این شهر را در دست داشت. اسدالله خان اسعدالملک و پسر او عبدالحسین خان از اعضای دیگر این خانواده بودند که در اواخر دوره قاجار، اولی در ترشیز و دیگری در خواف حکومت کردند.

## عصر ناصرالدین شاه
بنا بنوشته مورخین، کلول بیگ پسر قباد اردلان در سال ۶۲۰ هجری قمری شهر سقز را تصرف و به قلمرو فرمانروائی خود ضمیمه کرد و این منطقه تا عصر سلطنت ناصرالدین شاه قاجار تحت حکومت و استیلای امرای اردلان بود و بعد از آن ناصرالدین شاه با اعزام شاهزاده فرهاد میرزا معتمدالدوله عموی خود به بعنوان حاکم کردستان تلاش کرد بدون سر و صدا به امارت اردلانها خاتمه بدهد. اما با این وجود باز هم شاخه ای از خوانین اردلان تا سقوط کابینه دکتر محمد مصدق در سال ۱۳۳۲ شمسی در سقز حکومت داشتند. مجید خان اردلان از این خوانین بود که خود و پسرش سیف الدین خان و نوه اش سیف‌الله خان در حاکمیت و فرمانداری سقز تا دوران پهلوی باقی ماندند.

## اقدامات
مجید خان در زمان حاکمیت خود چندین مکتب و مسجد در منطقه سقز و مناطق اطراف ساخت که شاخص‌ترین آنها مسجدجامع سقز است که تاکنون نیز محل نماز نمازگذاران در روزهای جمعه می‌باشد.
همچنین گنبد اردلانیه در زمان او ساخته شد که آرامگاه حاکمان سلطانی اردلان در آن واقع شده‌است و اکنون از جمله اماکن تاریخی شهر سقز به‌شمار می‌آید. مسجدی با نام مسجد مجید خان در جوار این آرامگاه خانوادگی ساخته شده‌است.
او به هنر و ادب نیز بسیار اهمیت می‌داد. ملک الکلام مجدی خوشنویس مشهور دوران قاجار در زمان او منشی حکومتی بود و سنگ قبر مجید خان اردلان با خط وی ساخته شده‌است.

## جستارهای ویژه
- سلطانی اردلان
- حکام اردلان
- ایران قاجاری